# Tirumala
Tirumala là một thị trấn thống kê (census town) của huyện Chittoor thuộc bang Andhra Pradesh, Ấn Độ.

## Địa lý
Tirumala có vị trí 13°41′B 79°21′Đ / 13,68°B 79,35°Đ Nó có độ cao trung bình là 870 mét (2854 feet).

## Nhân khẩu
Theo điều tra dân số năm 2001 của Ấn Độ, Tirumala có dân số 17.789 người. Phái nam chiếm 52% tổng số dân và phái nữ chiếm 48%. Tirumala có tỷ lệ 73% biết đọc biết viết, cao hơn tỷ lệ trung bình toàn quốc là 59,5%: tỷ lệ cho phái nam là 80%, và tỷ lệ cho phái nữ là 65%. Tại Tirumala, 11% dân số nhỏ hơn 6 tuổi.